# La luce in me
La luce in me è un singolo di Annalisa Minetti pubblicato il 24 novembre 1999 per la Sony Music/Columbia.

## Descrizione
Il brano è il secondo singolo estratto dall'album Qualcosa di più. La canzone La luce in me è stata scritta per il testo da Enrico Ruggeri e per la musica da Michele Vicino, Bruno Bergonzi.
Il brano presenta nel testo numerosi riferimenti impliciti a problemi visivi.

## Tracce
1. La luce in me – 4:20 (testo: Enrico Ruggeri – musica: Michele Vicino, Bruno Bergonzi)